# Dolní Dubňany

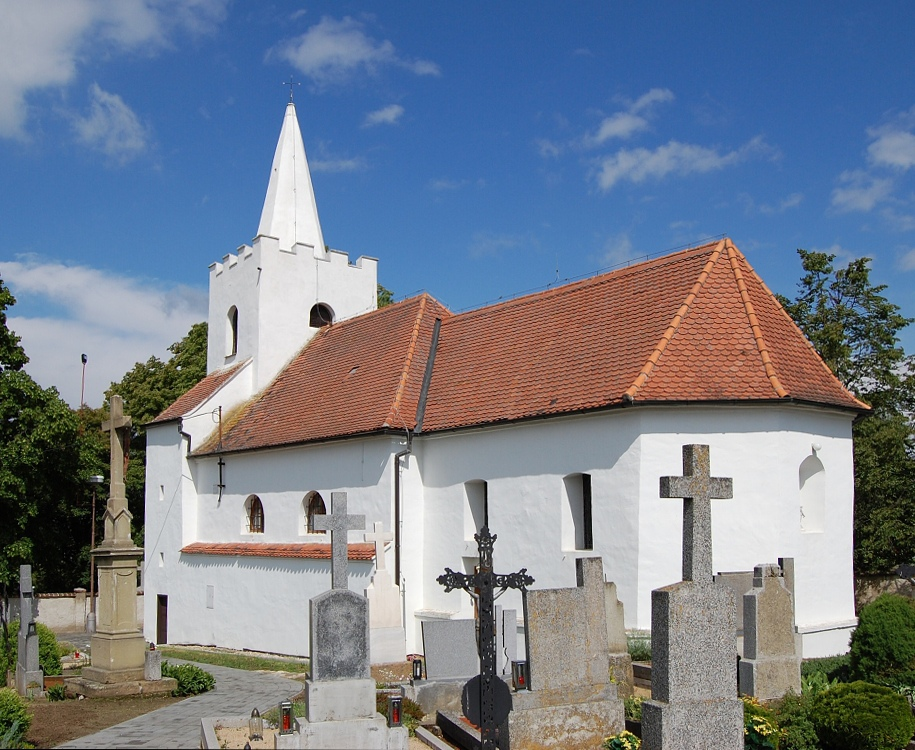
Kirche des hl. Wenzel

Dolní Dubňany (deutsch Unter Dubnian) ist eine Gemeinde in Tschechien. Sie liegt sechs Kilometer westlich von Moravský Krumlov und gehört zum Okres Znojmo.

## Geographie
Dolní Dubňany befindet sich in der Jevišovická pahorkatina (Jaispitzer Hügelland), einem Subsystem der Böhmisch-Mährischen Höhe. Durch das Dorf fließt der Bach Dolnodubňanský potok, der am südlichen Ortsrand in den Hornodubňanský potok einmündet. Im Norden erheben sich die Hájky (391 m n.m.), östlich die Klínky (348 m n.m.), im Südosten der Pipele (331 m n.m.), südwestlich der Strašák (351 m n.m.) und im Nordwesten der Velký kopec (392 m n.m.). Einen Kilometer nördlich des Dorfes verläuft die Anschlussbahn zum Kernkraftwerk Dukovany durch das Tal des Dobřínský potok.
Nachbarorte sind Mohelno und Lhánice im Norden, Jamolice und Polánka im Nordosten, Dobřínsko im Osten, Rakšice, Rybníky und Dobelice im Südosten, Vémyslice, Kuchyňkův Mlýn und Oulehlův Mlýn im Süden, Tulešice, Alinkov und Horní Kounice im Südwesten, Rešice und Kordula im Westen sowie Horní Dubňany und Dukovany im Nordwesten.

## Geschichte
Archäologische Funde belegen eine frühzeitliche Besiedlung des Gemeindegebiets. Die meisten der Funde stammen vom Kirchhügel, wo sich an der Stelle der Kirche und des Friedhofs eine Begräbnisstätte befand. Das älteste Gebäude des Dorfes ist die in der zweiten Hälfte des 13. Jahrhunderts durch die Tempelsteiner Tempelherren errichtete St.-Wenzels-Kirche. Nach der Aufhebung des Ordens im Jahre 1312 ging das Kirchpatronat an die Altbrünner Malteserkommende über. Schriftliche Überlieferungen aus dieser Zeit bestehen jedoch nicht.
Die erste urkundliche Erwähnung von Dolní Dubňany erfolgte im Jahre 1350, als Ctibor von Ratibořic den Freihof Dolní Dubňany mit vier Gehöften seinem Schwiegersohn Philipp von Poličzin in der Landtafel verschrieb. Besitzerin des Dorfes war Střežma von Némčic, die es 1352 zusammen mit der Pfarre dem Philipp von Kostnik schenkte. Letzterer erwarb zwei Jahre später von der Witwe des Čučkrag von Dubňany, Margarethe, noch fünf Huben in Dolní Dubňany. Jindřich von Dolní Dubňany veräußerte diese fünf Huben 1359 für 50 Mark an Mrax von Lhota, der 1376 darauf seiner Frau Bolka 45 Mark verschrieb. Im Jahre 1379 versicherte Mrax von Lhota seiner Schwiegertochter Katharina 100 Mark auf die Hälfte der Feste und des Hofes Dolní Dubňany. Johann von Plač verkaufte 1385 seinen Besitz in Dolní Dubňany an Jakob von Oponěšic. Im Jahre 1407 überließ Elisabeth von Dobrawoda fünfeinhalb Huben in Dolní Dubňany den Brüdern Jan und Příbik von Bořečkowic; auf dem übrigen Teil des Gutes nahm sie ihren Mann Peter Kozlovec von Rudka in Gütergemeinschaft. Wenzel von Čyčka gebrauchte 1412 das Prädikat von Dolní Dubňany; welchen Anteil er hielt, ist nicht bekannt. Peter Kozlovec verkaufte 1415 eine Hube in Dolní Dubňany an Bohunek von Wischenau. Die Herren von Leipa auf Krumlov erwarben bereits vor 1447 den größten Teil des Dorfes. Heinrich von Leipa entzog den Altbrünner Maltesern 1503 die kirchlichen Aufgaben in Dolní Dubňany. Die übrigen drei Huben gelangten später an Johann von Pernstein, der sie 1530 dem Johann von Leipa überließ. Damit gehörte Dolní Dubňany gänzlich zur Herrschaft Krummau. Nach der Schlacht am Weißen Berg wurden 1621 sämtliche Güter des Berthold Bohuslaw (Bohubud) von Leipa, der ein Anführer der mährischen Stände war, konfisziert. 1625 erwarb Gundaker von Liechtenstein die Herrschaft Krumlov, die danach fast 300 Jahre im Besitz des Hauses Liechtenstein verblieb.
Im Jahre 1835 bestand das im Znaimer Kreis gelegene Dorf Unter-Dubnian bzw. Dubňany dolný aus 74 Häusern, in denen 410 Personen lebten. Im Ort gab es die Tochterkirche St. Wenzel und eine Schule. In der Umgebung wurde Töpferton abgebaut. Pfarrort war Ober-Dubnian. Bis zur Mitte des 19. Jahrhunderts blieb Unter-Dubnian der Fideikommiss-Primogeniturherrschaft Mährisch-Krummau untertänig.
Nach der Aufhebung der Patrimonialherrschaften bildete Dolní Dubňany / Unter-Dubnian ab 1849 eine Gemeinde im Gerichtsbezirk Mährisch Kromau. Ab 1869 gehörte das Dorf zum Bezirk Mährisch Kromau. Zu dieser Zeit hatte Dolní Dubňany 441 Einwohner und bestand aus 86 Häusern. Im Jahre 1900 lebten in Dolní Dubňany 523 Personen; 1910 waren es 539. Beim Zensus von 1921 lebten in den 124 Häusern der Gemeinde 605 Personen, darunter 598 Tschechen. Im Jahre 1930 bestand Dolní Dubňany aus 139 Häusern und hatte 626 Einwohner. Nach der deutschen Besetzung wurde die Gemeinde 1939 in den Gerichtsbezirk Hrottowitz und den Kreis Mährisch Budwitz umgegliedert; bis 1945 gehörte Dolní Dubňany / Unterdubnian zum Protektorat Böhmen und Mähren. Nach dem Kriegsende erfolgte die Wiederherstellung der alten Bezirksstrukturen. Im Jahre 1950 hatte Dolní Dubňany 477 Einwohner. Im Zuge der Gebietsreform und der Aufhebung des Okres Moravský Krumlov wurde die Gemeinde am 1. Juli 1960 dem Okres Znojmo zugewiesen. Beim Zensus von 2001 lebten in den 162 Häusern von Dolní Dubňany 469 Personen.

## Sehenswürdigkeiten
- Kirche des hl. Wenzel, östlich über dem Dorf auf einer Anhöhe. Sie wurde in der zweiten Hälfte des 13. Jahrhunderts durch die Tempelsteiner Tempelherren auf einer alten Begräbnisstätte erbaut. Im Eingangsbereich befinden sich vier Kreuzsteine, die bei der Sanierung der Kirche entdeckt wurden. Im Innern steht ein romanisches Taufbecken.[5]